# Departament Iriondo
Iriondo és un departament en la Província de Santa Fe, (Argentina).

## Població
Segons estadístiques del IPEC l'any 2007 tenia 67.490 habitants.

## Història
El Departament Iriondo, (1 dels 19 que integren la província de Santa Fe), va ser creat per Llei del 26 d'octubre de 1883, data que va ser dividit en dues el Departament San Jerónimo, (San Jerónimo i Iriondo). Fins a aqueixa data la Província de Santa estava dividida en quatre Departaments, a saber: La Capital, Rosario, San Jerónimo i San José. Mitjançant altra llei, promulgada el 31 de desembre de 1890, el Departament Iriondo es va tornar a dividir en dos: (Iriondo i Belgrano), designant-se a La Canyada de Gómez com capçalera del Dpto. Iriondo que va quedar amb una superfície de 3.228 km² i a Les Roses com capçalera del nou Departament Belgrano que va quedar amb una superfície de 2.452 km²